# ジモン・ロルフェス
ジモン・ロルフェス（Simon Rolfes, 1982年1月21日 - ）は、西ドイツ・イッベンビューレン出身の元サッカー選手。元ドイツ代表。現役時代のポジションはMF。

## 経歴
2部のアレマニア・アーヘン所属時に才能を開花させ、2005年にバイエル・レバークーゼンに移籍すると、シーズン中頃からはレギュラーを確保した。2005-06シーズンから4シーズン連続して30試合以上に出場し、毎シーズン3-8得点をコンスタントに決めている。
2008-09シーズンは33試合に出場した。2009-10シーズンは膝を負傷し、2010年2月には軟骨の除去手術を受けるなど試合からは遠ざかり、5月には南アフリカW杯を欠場することを発表した。
2014年12月6日、2014-15シーズン限りでの現役引退を表明した。

## 代表歴
ドイツ代表として、2007年3月28日のデンマーク戦でデビュー。UEFA欧州選手権2008では怪我のトルステン・フリングスとの併用で活躍し、準優勝に貢献した。2008年9月6日のリヒテンシュタイン戦で代表初ゴールを記録した。

## 所属クラブ
- SVヴェルダー・ブレーメンII 2000-2004

→ SSVロイトリンゲン 2003 (loan)
- アレマニア・アーヘン 2004-2005
- バイエル・レヴァークーゼン 2005-2015
- バイエル・レヴァークーゼンII 2010